# Osama Saadi

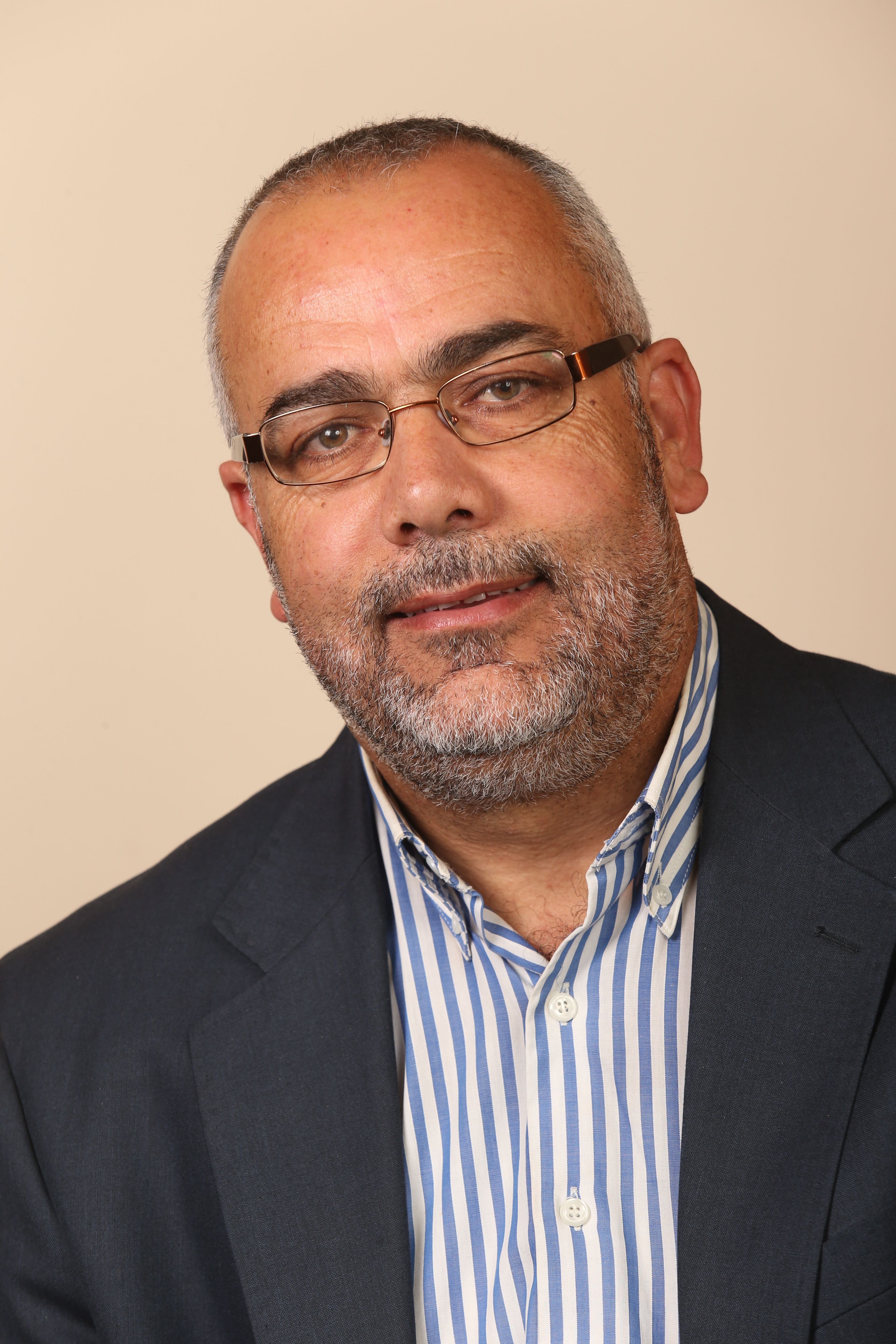
Osama Saadi

Osama Saadi (hebräisch אוסאמה סעדי, arabisch أسامة سعدي, DMG Usāma Saʿdī, * 21. Februar 1963 in Arraba, Israel) ist ein israelischer Rechtsanwalt und Politiker der Partei Ta'al und der Parteikoalition Vereinten Liste.

## Leben
Saadi studierte Rechtswissenschaften an der Hebräischen Universität Jerusalem und arbeitet als Rechtsanwalt in Israel. Im Mai 2015 gelang ihm der Einzug als Abgeordneter in die Knesset. Er verließ die Knesset September 2017.
Saadi ist verheiratet, hat fünf Kinder und wohnt mit seiner Familie in Arraba, Galiläa.